# 니니즈
니니즈(영어: NINIZ)는 2017년 11월 14일, 카카오가 카카오프렌즈 이후 5년 만에 정식 출시한 캐릭터 시리즈이다. 카카오톡 이모티콘을 기반으로 했으며, 캐치프레이즈는 '귀여움의 버라이어티, 니니즈'이다. 디자이너 호조(HOZO)가 대부분을 디자인한 카카오프렌즈와는 달리 카카오 내부에서 자체적으로 개발한 캐릭터들로 구성된다.

## 캐릭터
미지의 공간인 스노우타운에 모여 살며, 귀여운 외모만큼이나 다양한 매력으로 호기심을 불러 일으키는 캐릭터와 세계관을 가지고 있다.
|  | 팬다 주니어 (PENDA Jr.)  | 스노우타운에 불시착한 외계인, 팬다 흥이 많고 어디서나 주목 받고 싶어 파티라면 빠지지 않는다.                                                        |
|  | 스카피 (SCAPPY)          | 스노우타운 최고 인기 셰프, 스카피 귀여운 외모와 달리 북극곰 시절 영광의 상처(X)를 간직한 듬직한 토끼이다.                                           |
|  | 케로&베로니(KERO&BERONY) | 장난꾸러기 쌍둥이 펭귄 남매 케로,베로니 가끔 투닥투닥거려도 항상 붙어다니며 따뜻한 불 곁에 있는 것을 좋아한다.                                      |
|  | 죠르디 (JORDY)           | 떠내려 온 빙하에서 깨어난 공룡, 죠르디 빛나는 과거를 뒤로한 채 지금은 취업을 꿈꾸며 하루하루 열심히 산다.                                           |
|  | 앙몬드(ANGMOND)          | 초콜릿 잼을 달고 사는 하프물범, 앙몬드 매사에 느긋하지만 초콜릿 앞에서는 빛보다 빠르게 움직인다.초콜릿 잼통을 입에 달고 살아 입 주변에 멍이 들었다. |
|  | 콥&빠냐(COB&BBANYA)      | 허당끼 가득한 탐정 콤비, 콥&빠냐 호기심이 많아 소소한 사건에도 관심을 갖고 자칭 스노우타운 탐정으로 활동한다.                                       |
|  | 콥&빠냐(COB&BBANYA)      | 허당끼 가득한 탐정 콤비, 콥&빠냐 호기심이 많아 소소한 사건에도 관심을 갖고 자칭 스노우타운 탐정으로 활동한다.                                       |

## 캐릭터 상품
이모티콘, 디자인 문구, 액서세리 등 다양한 상품들이 판매되고 있다.

## 연혁
- 2017년 11월 니니즈 출시[5]
- 2018년 4월 카카오 배틀그라운드와 니니즈 이모티콘 콜라보레이션[6]
- 2018년 8월 케로&베로니 상품 출시[7]
- 2018년 10월 카카오톡 기본 이모티콘 탑재[8]
- 2018년 10월 스카피 & 앙몬드 상품 출시
- 2019년 5월 죠르디 상품 출시
- 2019년 6월 진에어 "플라잉 니니즈" 콜라보레이션[9]
- 2020년 10월 IAB 스튜디오 상품 출시

## 논란
SNS에서 폭력 및 잔인함을 조장한다는 논란에 휩싸였다. 성이 '한놈만'인 '팬다'의 캐릭터 설명에 "북극곰씨를 다 말려버리는 것이 목표"라는 구절이 들어있는 점, 탐정 콤비로 소개된 콥&빠냐'가 "스토커 기질이 있으며 미행하기를 좋아한다"는 점 등이 대두되었다. 누리꾼들은 캐릭터의 주 사용층이 미성년자라는 점을 지적하며 비판했다. 카카오 측은 누리꾼들의 의견을 받아들여 문제의 문구를 수정하며 "폭력적인 것에 초점이 맞춰져 있는 것은 아니다"는 입장을 밝혔다.